# Азербайджан на летних Олимпийских играх 2008

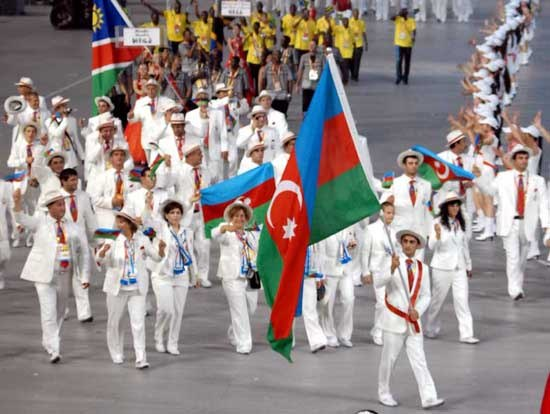
Олимпийская сборная Азербайджана на церемонии открытия Олимпийских игр 2008

Азербайджан был представлен на Олимпийских играх в Пекине 44 спортсменами в 10 видах спорта. В итоговой таблице Азербайджан оказался на 40-й позиции.
Среди постсоветских стран Азербайджан занял 6-е место, уступив России (23-21-28), Украине (7-5-15), Беларуси (4-5-10), Грузии (3-0-3) и Казахстану (2-4-7), при этом опередив Узбекистан (1-2-3), Латвию (1-1-1), Эстонию (1-1-0), Литву (0-2-3), Кыргызстан (0-1-1), Таджикистан (0-1-1), Армению (0-0-6), Молдову (0-0-1) и Туркменистан (0-0-0). Среди европейских государств Азербайджан занял 20-е место.
Завоевав 6 медалей олимпийская команда Азербайджана установила собственный рекорд по количеству завоеванных наград.

## Медали
| Золото  |                 |                             |
| №       | Спортсмены      | Вид спорта (дисциплина)     |
| 1       | Эльнур Мамедли  | Дзюдо, 73 кг                |
| Серебро |                 |                             |
| №       | Спортсмены      | Вид спорта (дисциплина)     |
| 1       | Ровшан Байрамов | Греко-римская борьба, 55 кг |
| Бронза  |                 |                             |
| №       | Спортсмены      | Вид спорта (дисциплина)     |
| 1       | Мовлуд Миралиев | Дзюдо, 100 кг               |
| 2       | Мария Стадник   | Вольная борьба, 48 кг       |
| 3       | Хетаг Газюмов   | Вольная борьба, 96 кг       |
| 4       | Шахин Имранов   | Бокс, до 57 кг              |

## Результаты соревнований

### Бокс

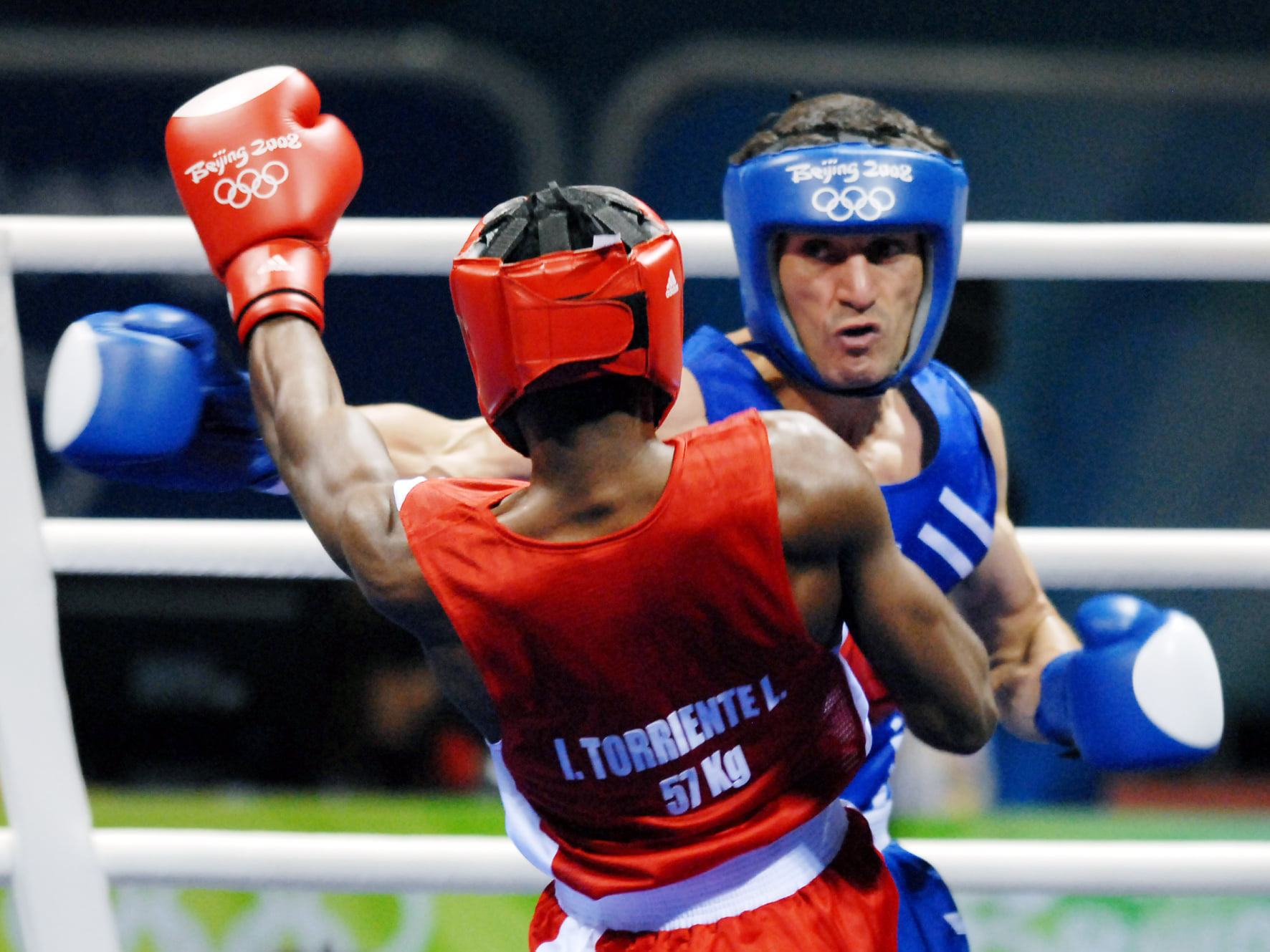
Шахин Имранов в четвертьфинале против кубинца Иделя Ториенте

Два боксёра из Азербайджана поехали на Олимпийские игры. Только одному из них удалось завоевать медаль. Выступавший в весовой категории до 51 кг Самир Мамедов, хотя и победил в первой встрече боксёра из Марокко, в 1/8 проиграл таиландскому спортсмену, ставшему впоследствии олимпийским чемпионом.
Другой боксёр, Шахин Имранов одолел в 1/16 представителя Казахстана, Галиба Джафарова, в 1/8 — представителя Грузии, а в четвертьфинале — Иделя Ториенте из Кубы. В полуфинале Шахин проиграл французу Хедави Джельфиру, который занял второе место в соревновании. Первое — досталось украинцу Василий Ломаченко. А другую бронзовую медаль завоевал спортсмен из Турции, Якуб Кылыч.
Спортсменов — 2
| Спортсмен     | Соревнование | 1/16 финала                      | 1/8 финала                       | Четвертьфинал                   | Полуфинал                      | Финал              |
| Спортсмен     | Соревнование | Соперник Результат               | Соперник Результат               | Соперник Результат              | Соперник Результат             | Соперник Результат |
| ------------- | ------------ | -------------------------------- | -------------------------------- | ------------------------------- | ------------------------------ | ------------------ |
| Самир Мамедов | до 51 кг     | Абделиллах Наила (MAR) поб. 19-4 | Сомжит Йомгжохор (THA) пор. 2-10 | Не прошёл                       | Не прошёл                      | Не прошёл          |
| Шахин Имранов | до 57 кг     | Галиб Джафаров (KAZ) поб. 9-5    | Николоз Ижория (GEO) поб. 18-9   | Идель Ториенте (CUB) поб. 16-14 | Хедави Джельфир (FRA) пор. RET | Не прошёл          |

### Борьба
Азербайджан на олимпийских играх представляли 16 борцов: 6 — по греко-римской, 10 — по вольной (трое из них — среди женщин). В итоге, завоевав 4 медали (2 серебряных и 2 бронзовых) сборная Азербайджана заняла 13 место из 58 стран.

#### Греко-римская борьба
Спортсменов — 6

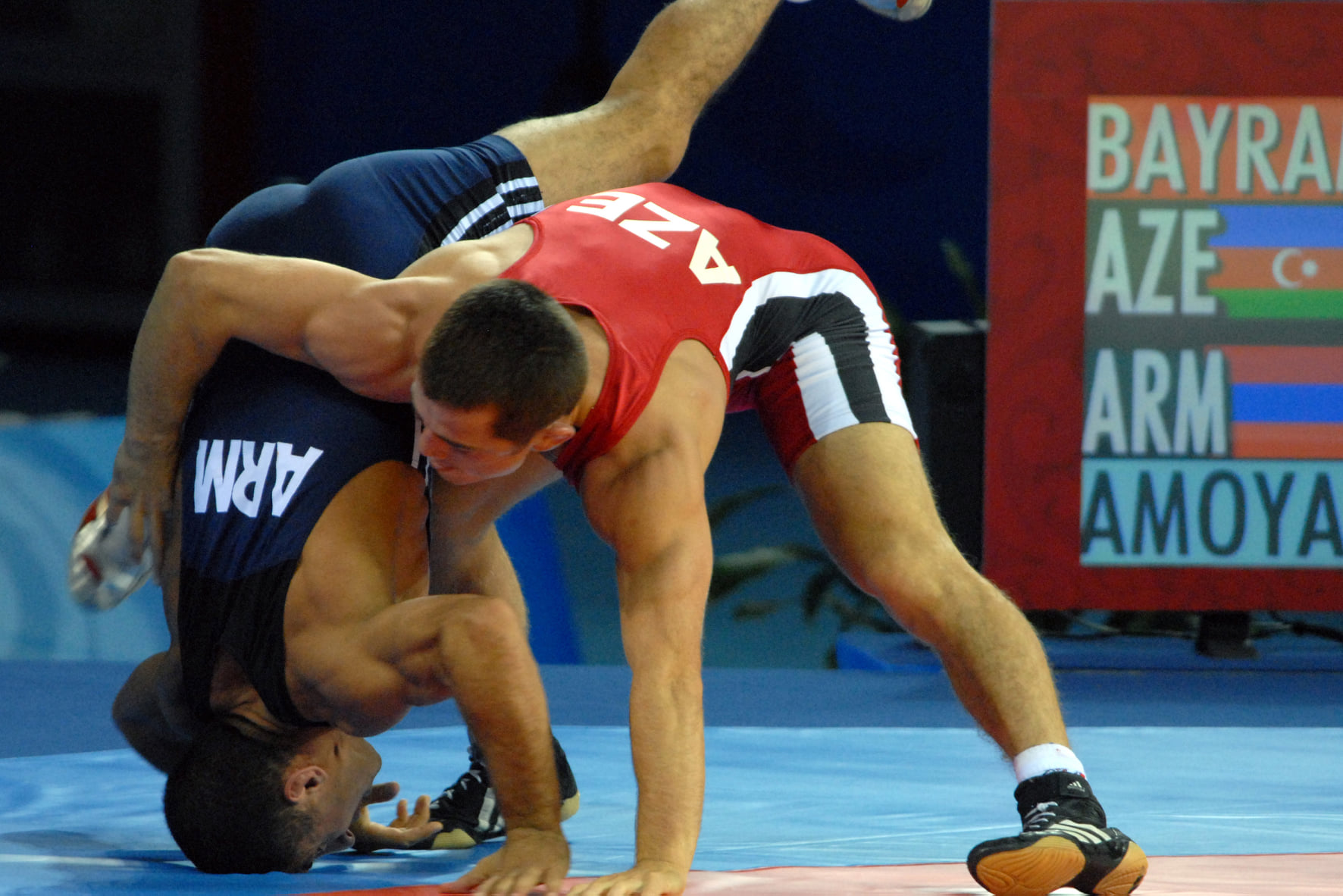
Ровшан Байрамов в полуфинале против Романа Амояна из Армении

Азербайджан был представлен шестью борцами в греко-римской борьбе. Первым, в весовой категории до 55 кг вышел Ровшан Байрамов. После победы в 1/8 финала над представителем Египта Мустафой Мухаммедом, Ровшан одержал победу и над спортсменом из Кубы Эрнандесом. В полуфинале соперником Байрамова стал спортсмен из Армении Роман Амоян. Байрамов победил в обоих раундах со счётом 7-2 и 4-1 соответственно. В финале, проходившем 12 августа Ровшану противостоял борец из России Назир Манкиев. В итоге, проиграв с общим счётом 6-5, Байрамов получил серебряную медаль олимпийских игр..
В весовой категории до 60 кг участвовал Виталий Рагимов. Одолев в предварительном раунде китайского спортсмена Шенга Жианга, а далее, в 1/8 — Эусебио Диакону из Румынии, Рагимов вышел в четвертьфинал, где одолел спортсмена из Болгарии Армена Назаряна. В полуфинале Виталий оказался сильнее представителя Казахстана Нурбахыта Тенизбаева. В финале же Виталий, как и его соотечественник, Ровшан Байрамов, проиграл борцу из России Исламбеку Альбиеву, занял второе место в соревновании и принёс вторую серебряную медаль для сборной Азербайджана. Однако, в 2016 году в результате повторного анализа пробы 2008 года у Рагимова в крови был обнаружен запрещённый препарат туринабол и результат спортсмена был аннулирован.
Выступавший в весовой категории до 66 кг, олимпийский чемпион 2004 года, Фарид Мансуров не смог пройти в четвертьфинал, проиграв в первой же схватке представителю Украины.
Борцы, выступавшие в весе до 74 и 120 кг, Ильгар Абдулов и Антон Ботев хотя и одержали победы в предварительном раунде над борцами из Турции и Узбекистана соответственно, в 1/8 финала, также как и Фарид Мансуров проиграли: Ильгар Абдулов —
Вартересу Самургашеву (Россия), Антон Ботев — Жалмару Сьобергу (Швеция).
Выступавший же в весовой категории до 84 кг Шалва Гадабадзе, выиграв в 1/8 финала борца из Туниса Хайкеля Ачеури, проиграл в четвертьфинале спортсмену из Венгрии Золтану Фолору. Проход Фодора в финал дал шанс Гадабадзе продолжить участие. Однако, в первом же утешительном раунде, Шалва проиграл местному китайскому борцу Ма Саньи, завершив тем самым выступление.
| Спортсмен       | Соревнование | Предварительный раунд         | 1/8 финала                       | Четвертьфиналы                 | Полуфиналы                         | Утешительный I раунд    | Утешительный II раунд | Финал                           |
| Спортсмен       | Соревнование | Соперник Результат            | Соперник Результат               | Соперник Результат             | Соперник Результат                 | Соперник Результат      | Соперник Результат    | Соперник Результат              |
| --------------- | ------------ | ----------------------------- | -------------------------------- | ------------------------------ | ---------------------------------- | ----------------------- | --------------------- | ------------------------------- |
| Ровшан Байрамов | до 55 кг     |                               | Мустафа Мухаммед (EGY) поб. 3-0  | Ягньер Эрнандес (CUB) поб. 3-1 | Роман Амоян (ARM) поб. 3-1         | Не участвовал           | Не участвовал         | Назир Манкиев (RUS) пор. 3-1    |
| Виталий Рагимов | до 60 кг     | Шенг Жианг (CHN) поб. 3-1     | Эусебио Диакону (ROU) поб. 3-1   | Армен Назарян (BUL) поб. 3-1   | Нурбакит Тенгизбаев (KAZ) поб. 3-0 | Не участвовал           | Не участвовал         | Исламбек Альбиев (RUS) пор. 3-0 |
| Фарид Мансуров  | до 66 кг     |                               | Армен Варданян (UKR) пор. 3-0    | Не прошёл                      | Не прошёл                          | Не прошёл               | Не прошёл             | Не прошёл                       |
| Ильгар Абдулов  | до 74 кг     | Шереф Туфенк (TUR) поб. 3-1   | Вартерес Самургашев (RUS) пор. F | Не прошёл                      | Не прошёл                          | Не прошёл               | Не прошёл             | Не прошёл                       |
| Шалва Гадабадзе | до 84 кг     |                               | Хайкель Ачеури (TUN) поб. 3-0    | Золтан Фодор (HUN) пор. 3-1    | Не прошёл                          | Ма Саньи (CHN) пор. 3-1 | Не прошёл             | Не прошёл                       |
| Антон Ботев     | до 120 кг    | Давид Салдадзе (UZB) поб. 3-1 | Жалмар Сьоберг (SWE) пор. 3-0    | Не прошёл                      | Не прошёл                          | Не прошёл               | Не прошёл             | Не прошёл                       |

#### Вольная борьба
Семь спортсменов по вольной борьбе представляли Азербайджан.
Первым выступал в весовой категории до 55 кг Намик Севдимов. Одержав вверх над представителем КНДР, а затем и Корейской Республики, Намик вышел в полуфинал, где проиграл американцу Генри Сехудо. В борьбе же за третье место, Намика победил спортсмен из Болгарии Радослав Великов.
Зелимхан Гусейнов проиграл в первой же схватке российскому борцу Мавлету Батирову. Но выход Батырова в финал дал шанс Зелимхану побороться за третье место. Но хотя Зелимхан Гусейнов и выиграл в утешительных раунда с представителей Кубы и Македонии, в борьбе решающей не смог одолеть иранского спортсмена. Другой борец, Эмин Азизов, хотя и одолел швейцарского борца, но проиграв спортсмену из Казахстана, завершил выступление, так же, как и выступавший же в весе до 74 кг Чамсулвара Чамсулвараев, который проиграл в первой же схватке Мураду Гайдарову из Беларуси. Остался без медали и Новруз Темрезов. Несмотря на победы над борцами Монголии и Ирана, Новруз всё-таки проиграл в четвертьфинале Георгию Кетоеву из России.
Медаль принёс команде Хетаг Газюмов, выступавший в весе до 96 кг. В предварительном раунде он одолел представителя Польши. Победив, 1/8 финала спортсмена из Франции, вышел в четвертьфинал, где выстоял и против Курбан Курбанова из Узбекистана. Но в полуфинале проиграл российскому борцу Ширвани Мурадову. Однако, одолев в борьбе за третье место украинского спортсмена, заслужил бронзовую медаль.
Выступавший в самом тяжёлом весе (до 120 кг) Али Исаев в первом же предварительном раунде проиграл олимпийскому чемпиону 2004 года, борцу Узбекистана Артуру Таймазову. Таймазов и в Пекине выиграл золотую медаль.
Среди женщин три участницы представляли Азербайджан в вольной борьбе. Выступавшая первой Мария Стадник (до 48 кг) в первом поединке проиграла Керол Хайну из Канады. Но выход канадской спортсменки в финал дал шанс Марии бороться за бронзу. Одолев в утешительном раунде кореянку Ким Хёнджу, Стадник вышла с представительницей Казахстана Татьяна Бакатюк. В обоих раундах со счётом 2-1 и 8-0 победила Мария Стадник, причём второй раунд закончился за 37 секунд. Таким образом, 16 августа, Мария Стадник стала первым борцом среди женщин, принесшей олимпийскую медаль Азербайджану.
Выступавшая в весовой категории до 55 кг Елена Комарова завершила выступления проиграв спортсменке из России. Олеся Замула же, хотя также проиграла в первом поединке, но всё-таки заслужила шанс бороться за третье место. Но и в первом утешительном раунде она не смогла одолеть Рэнди Миллер из США.
Мужчины
Спортсменов — 7
| Спортсмен               | Соревнование | Предварительный раунд             | 1/8 финала                        | Четвертьфиналы                 | Полуфиналы                     | Утешительный I раунд          | Утешительный II раунд          | За 3 место                      |
| Спортсмен               | Соревнование | Соперник Результат                | Соперник Результат                | Соперник Результат             | Соперник Результат             | Соперник Результат            | Соперник Результат             | Соперник Результат              |
| ----------------------- | ------------ | --------------------------------- | --------------------------------- | ------------------------------ | ------------------------------ | ----------------------------- | ------------------------------ | ------------------------------- |
| Намик Севдимов          | до 55 кг     |                                   | Янг Кьонг Ил (PRK) поб. 3-1       | Ким Хьо Суб (KOR) поб. 3-1     | Генри Сехудо (USA) пор. 3-1    |                               |                                | Радослав Великов (BUL) пор. 3-1 |
| Зелимхан Гусейнов       | до 60 кг     | Мавлет Батыров (RUS) пор. 3-0     | Не участвовал                     | Не участвовал                  | Не участвовал                  | Яндро Куинтана (CUB) поб. 3-1 | Мурад Рамазанов (MKD) поб. 3-1 | Морад Мохаммади (IRI) пор. 3-1  |
| Эмин Азизов             | до 66 кг     | Грегори Сарассин (SUI) поб. 3-0   | Леонид Спиридонов (KAZ) пор. 3-0  | Не прошёл                      | Не прошёл                      | Не прошёл                     | Не прошёл                      | Не прошёл                       |
| Чамсулвара Чамсулвараев | до 74 кг     |                                   | Мурад Гайдаров (BUL) пор. 3-2     | Не прошёл                      | Не прошёл                      | Не прошёл                     | Не прошёл                      | Не прошёл                       |
| Новруз Темрезов         | до 84 кг     | Чагнадорж Ганзориг (MGL) поб. 3-1 | Реза Яздани (IRI) поб. F          | Георгий Кетоев (RUS) пор. 3-1  | Не прошёл                      | Не прошёл                     | Не прошёл                      | Не прошёл                       |
| Хетаг Газюмов           | до 96 кг     | Матеуж Гуцман (POL) поб. 3-0      | Винсент Ака Акессе (FRA) поб. 3-0 | Курбан Курбанов (UZB) поб. 3-0 | Ширвани Мурадов (RUS) пор. 3-1 |                               |                                | Георгий Тибилов (UKR) поб. 3-0  |
| Али Исаев               | до 120 кг    |                                   | Артур Таймазов (UZB) пор. 3-1     | Did not advance                | Did not advance                | Did not advance               | Дисней Родригес (CUB) пор. 5-0 | Не прошёл                       |

Женщины
Спортсменов — 3
| Спортсмен      | Соревнование | Предварительный раунд | 1/8 финала                   | Четвертьфиналы     | Полуфиналы         | Утешительный I раунд | Утешительный II раунд       | За 3 место                     |
| Спортсмен      | Соревнование | Соперник Результат    | Соперник Результат           | Соперник Результат | Соперник Результат | Соперник Результат   | Соперник Результат          | Соперник Результат             |
| -------------- | ------------ | --------------------- | ---------------------------- | ------------------ | ------------------ | -------------------- | --------------------------- | ------------------------------ |
| Мария Стадник  | до 48 кг     |                       | Керол Хайн (CUB) пор. 3-1    | Не прошла          | Не прошла          | Не участвовала       | Ким Хйунг Жу (CUB) поб. 3-1 | Татьяна Бакатюк (CUB) поб. 3-1 |
| Елена Комарова | до 55 кг     |                       | Наталья Гольц (CUB) пор. 3-0 | Не прошла          | Не прошла          | Не прошла            | Не прошла                   | Не прошла                      |
| Олеся Замула   | до 63 кг     |                       | Каори Ичо (CUB) пор. 5-0     | Не прошла          | Не прошла          | Не участвовала       | Ренди Миллер (CUB) пор. 5-0 | Не прошла                      |

### Водные виды спорта

#### Плавание
Спортсменов — 2
Мужчины
- Турал Аббасов

Женщины
- Оксана Хатамханова

### Дзюдо
В соревнованиях по дзюдо, проходивших с 9 по 15 августа во Дворце спорта Пекинского научно-технологического университета, Азербайджан был представлен шестью спортсменами, среди них пять мужчин и одна женщина.
Первым на татами вышел Рамиль Гасымов в весовой категории до 66 кг. Но в первой же своей схватке в 1/16 финала с представителем России, Алимом Гадановым, потерпел поражение.

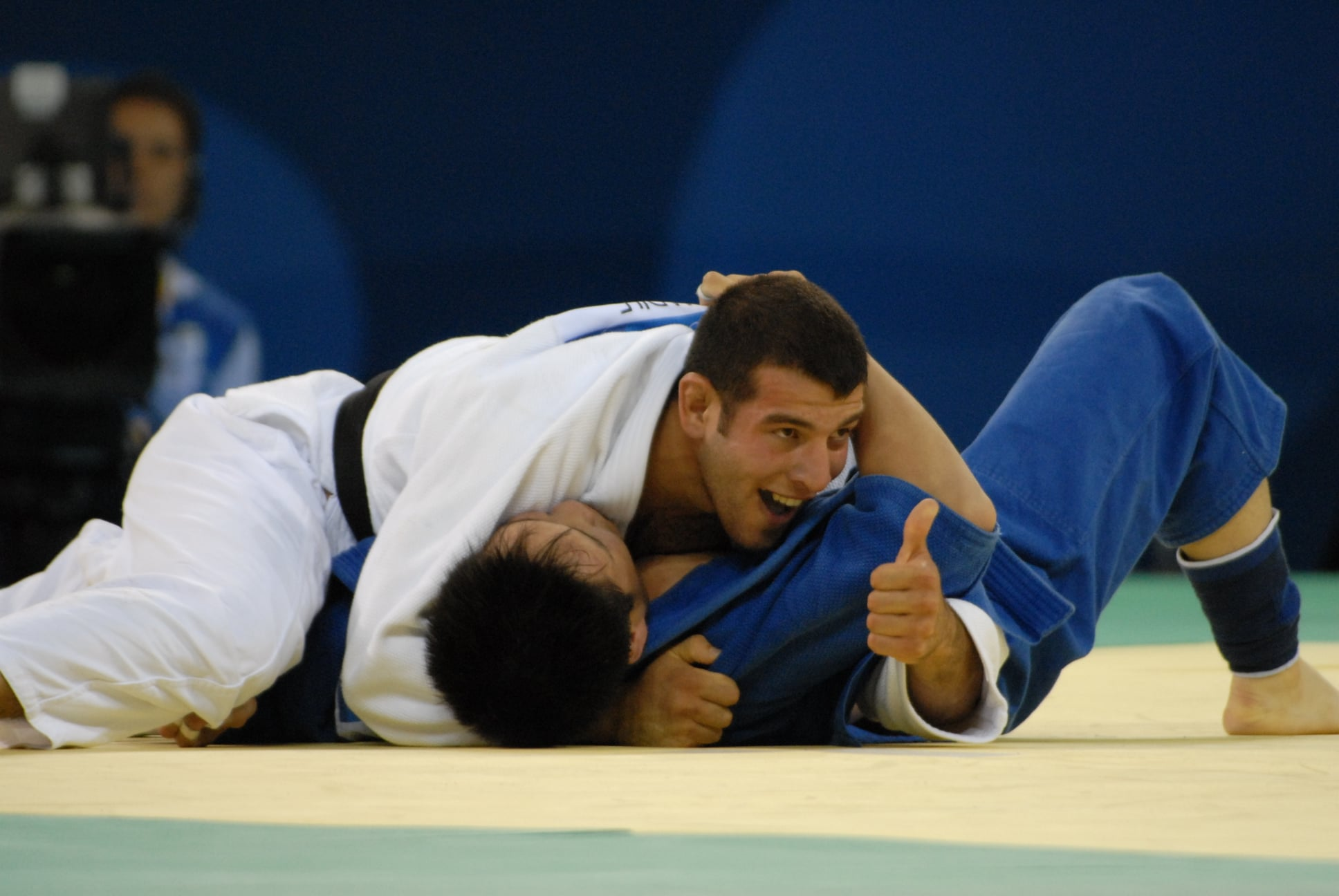
Эльнур Мамедли в финале против Ван Ги Чхуна из Южной Кореи

В весовой категории до 73 кг 11 августа выступал Эльнур Мамедли. Он же и принёс Азербайджану первую золотую медаль Олимпиады. До финала Эльнур провел четыре схватки и во всех них одержал досрочные победы, бросками «иппон» Это — победы в 1/16 финала над чемпионом Европы из Бельгии Дирк ван Тичельтом, в 1/8 финала над Константином Семёновым из Беларуси, в четвертьфинале над дзюдоистом из КНДР Ким Чол-Су, и в полуфинале над Али Малуматом из Ирана. В финале он чистым броском на 13-й секунде победил дзюдоиста из Южной Кореи, чемпиона мира Ван Ги Чхуна, которому он ранее проиграл в финале чемпионата мира 2007 года. После победы Эльнур сказал: «Я олимпийский чемпион и преклоняюсь перед азербайджанским народом». Это золото Азербайджана, завоеванное дзюдоистом Эльнуром Мамедли, стало первым в Пекине, добытое страной из бывшего СССР. Азербайджан также стал первой мусульманской страной, ставшей обладательницей золота в Пекине.
Выступавший в весе до 81 кг Мехман Азизов в первой же схватке проиграл дзюдоисту из Германии Оле Бишофу, ставшему в итоге олтимпийским чемпионом. Но и в первом раунде за третье место Мехман проиграл спортсмену из США. Не удалось завоевать медаль и выступавшему в весе до 90 кг, Эльхану Мамедову. Хотя ему и удалось одолеть в первых двух встречах дзюдоистов из Таджикистана и Узбекистана, в четвертьфинале Эльхан проиграл грузину Ираклию Церикидзе, который впоследствии также занял первое место. В попытке за бронзовую медаль Мамедов также проиграл спортсмену из Египта.
14 сентября Азербайджан взял вторую, на этот раз бронзовую медаль в дзюдо. Её принёс выступавший в весе до 100 кг Мовлуд Миралиев. В первой встрече Мовлуд одлел дзюдоиста из Алжира Гассана Азоуна. Далее последовала победа над представителем Грузии Леван Жоржолиани. В четвертьфинале он победил Даниеля Брату из Румынии. Но пробиться в финал Миралиеву помешал дзюдоист из Монголии Найдангийн Тувшинбаяр, будущий чемпион состязаний. В борьбе за третье место Мовлуд одолел польского спортсмена Пржемислав Матияжек.
Единственная дюдоистка-представительница Азербайджана, Кифаят Гасымова, проиграв в первой же схватке японской спортсменке, выбыла из соревнований.
Спортсменов — 6
| Спортсмен       | Категория | Предварительный раунд | 1/16                                      | 1/8                                     | Четвертьфиналы                         | Полуфиналы                                 | Финал                            | Первый доп. раунд                   | Утешительный четвертьфинал | Утешительный полуфинал | За 3 место Финал                         |
| Спортсмен       | Категория | Соперник Результат    | Соперник Результат                        | Соперник Результат                      | Соперник Результат                     | Соперник Результат                         | Соперник Результат               | Соперник Результат                  | Соперник Результат         | Соперник Результат     | Соперник Результат                       |
| --------------- | --------- | --------------------- | ----------------------------------------- | --------------------------------------- | -------------------------------------- | ------------------------------------------ | -------------------------------- | ----------------------------------- | -------------------------- | ---------------------- | ---------------------------------------- |
| Рамиль Гасымов  | до 66 кг  | Не участвовал         | Алим Гаданов (RUS) пор. 0120/0101         | Не прошёл                               | Не прошёл                              | Не прошёл                                  | Не прошёл                        | Не прошёл                           | Не прошёл                  | Не прошёл              | Не прошёл                                |
| Эльнур Мамедли  | до 73 кг  | Не участвовал         | Дирк ван Тичельт (BEL) поб. 1000/0000     | Константин Семёнов (BLR) поб. 1001/0001 | Ким Чол-Су (PRK) поб. 0200/0000        | Али Малумат (IRI) поб. 1000/0000           | Ван Ги Чхун (KOR) поб. 1000/0000 |                                     |                            |                        |                                          |
| Мехман Азизов   | до 81 кг  | Не участвовал         | Оле Бишоф (GER) пор. 0020/0011            | Не прошёл                               | Не прошёл                              | Не прошёл                                  | Не прошёл                        | Тревис Стивенс (USA) пор. 0200/0001 | Не прошёл                  | Не прошёл              | Не прошёл                                |
| Эльхан Мамедов  | до 90 кг  | Не участвовал         | Нематулло Асрангулов (TJK) поб. 0011/0000 | Хуршид Набиев (UZB) поб. 0110/0010      | Ираклий Цирекидзе (GEO) пор. 1000/0000 | Не прошёл                                  | Не прошёл                        | Хесхам Месбах (EGY) пор. 0011/0010  | Не прошёл                  | Не прошёл              | Не прошёл                                |
| Мовлуд Миралиев | до 100 кг |                       | Гассан Азоун (ALG) поб. 1000/0001         | Леван Жоржолиани (GEO) поб. 1010/0000   | Даниель Брата (ROU) поб. 0110/0000     | Найдангийн Тувшинбаяр (MGL) пор. 0010/0120 | Не прошёл                        | Не участвовал                       | Не участвовал              | Не участвовал          | Пржемислав Матияжек (POL) поб. 0001/0110 |
| Кифаят Гасымова | до 57 кг  | Не участвовала        | Не участвовала                            | Аико Сато (JAP) пор. 1001/0100          | Не прошла                              | Не прошла                                  | Не прошла                        | Не прошла                           | Не прошла                  | Не прошла              |                                          |

### Лёгкая атлетика
Из Азербайджана на Олимпиаду поехало всего два легкоатлета Руслан Аббасов и Рамиль Гулиев, который стал первым азербайджанским спортсменом, завоевавшим путёку на игры. Случилось это после того, как он стал серебряным призёром чемпионата мира среди юниоров 2007 года в чешской Остраве, на дистанции 200 метров, с результатом 20.72 секунды.
На олимпийских играх, проходивших на стадионе «Птичье гнездо», Рамиль Гулиев состязался в беге на 200 м. 18 августа В предварительном раунде он, показав результат в 20,78 секунды прибежал вторым, опередив Синго Суэцугу (Япония), Сандро Виану (Бразилия), Омара Джума аль-Салфу (ОАЭ) и прибежавшего третьим Чуранду Мартину из Нидерландских Антильских островов. Первым финишировал Обинна Мету из Нигерии В четвертьфинале же Рамиль, показав результат в 20,66 секунды, занял 5-е место и не смог пробиться в полуфинал.
Другой бегун, Руслан Аббасов в предварительном раунде пробежал 100 м за 10,58 секунд и, заняв 5-е место не смог пройти в четвертьфинал.
Спортсменов — 2
| Спортсмен      | Соревнования | Предварительный раунд | Предварительный раунд | Четвертьфиналы | Четвертьфиналы | Полуфиналы | Полуфиналы | Финал     | Финал     |
| Спортсмен      | Соревнования | Результат             | Место                 | Результат      | Место          | Результат  | Место      | Результат | Место     |
| -------------- | ------------ | --------------------- | --------------------- | -------------- | -------------- | ---------- | ---------- | --------- | --------- |
| Руслан Аббасов | 100 м        | 10.58                 | 5                     | Не прошёл      | Не прошёл      | Не прошёл  | Не прошёл  | Не прошёл | Не прошёл |
| Рамиль Гулиев  | 200 м        | 20.78                 | 2                     | 20.66          | 5              | Не прошёл  | Не прошёл  | Не прошёл | Не прошёл |

### Стрельба

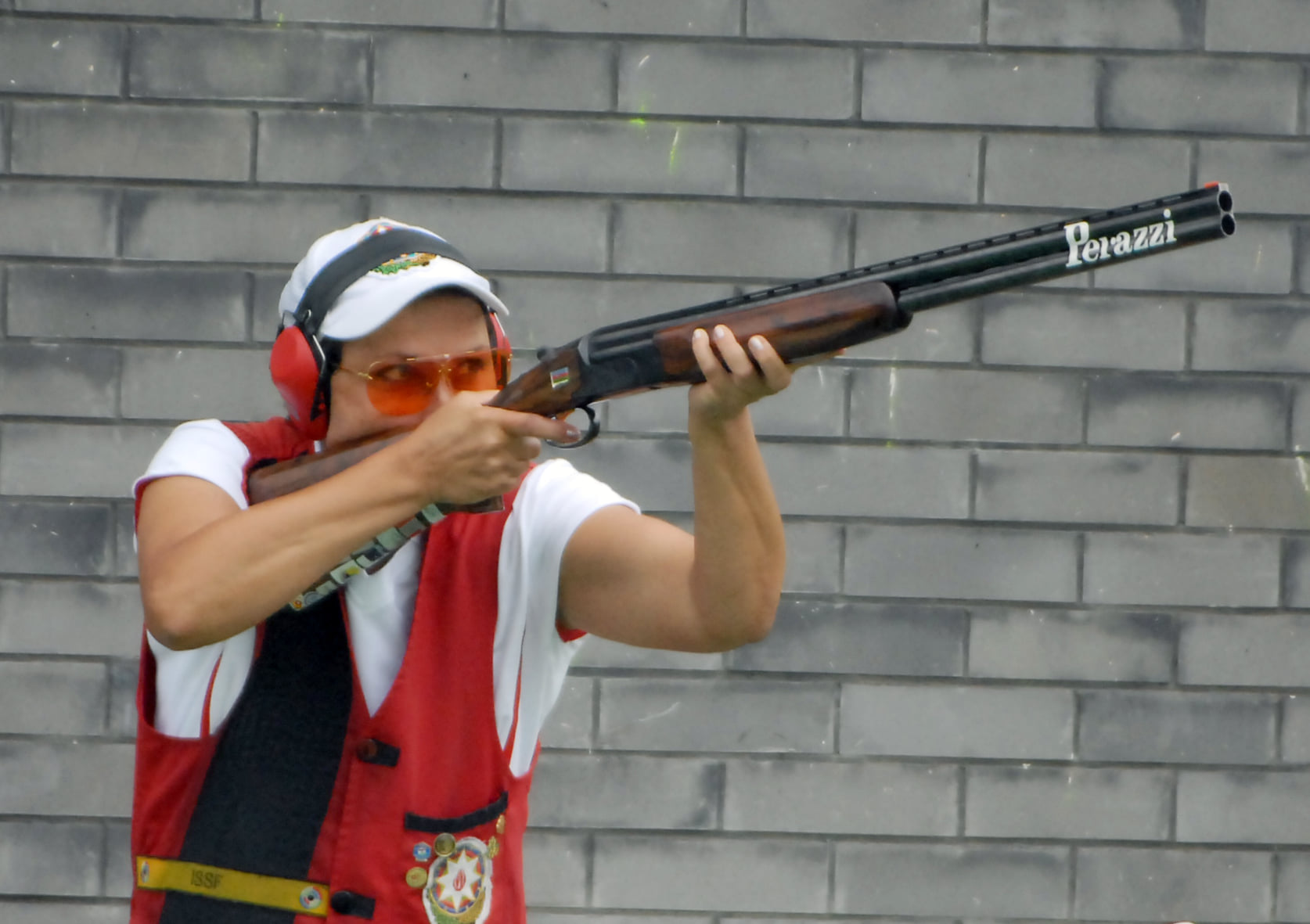
Выступление Земфиры Мефтахетдиновой в ските

Азербайджан на играх был представлен одной спортсменкой, олимпийским чемпионом 2000 года и бронзовым призёром 2004, Земфирой Мефтахетдиновой. В Пекине же Земфира осталась без медали. Набрав в квалификационном раунде скита 63 очка, представительница Азербайджана заняла 15-е место и не смогла пробиться в финал.
Спортсменов — 1
| Спортсмен              | Соревнование | Квалификация | Квалификация | Финал     | Финал     |           |
| Спортсмен              | Соревнование | Счёт         | Место        | Счёт      | Место     |           |
| ---------------------- | ------------ | ------------ | ------------ | --------- | --------- | --------- |
| Земфира Мефтахетдинова | скит         | 63           | 15           | Не прошла | Не прошла | Не прошла |

### Тяжёлая атлетика
Спортсменов — 5
- 62 кг: Сардар Гасанов
- 69 кг: Туран Мирзоев
- 69 кг: Афган Байрамов
- 85 кг: Интигам Захиров
- 94 кг: Низами Пашаев

### Конный спорт
Азербайджан в этом виде спорта на Олимпиаде представлял 21-летний спортсмен, внук посла страны в Венгрии Гасана Гасанова, Джамал Рагимов. Выступал Джамал на коне по кличке Ионеско де Брекка. Этот конь был куплен почти за 2 миллиона евро в связи с болезнью собственного коня спортсмена.
Первый раунд Джамал выполнил всего лишь с одним нарушением, заняв 14-е место. Однако, во втором раунде он упал с коня и тем самым выбыл из соревнований.
Спортсменов — 1
Индивидуальные прыжки
| Спортсмен      | Конь              | Соревнование          | I Раунд   | I Раунд | II Раунд  | II Раунд | II Раунд | III Раунд | III Раунд | III Раунд | Финал     | Финал   | Финал     | Финал   | Финал     | Финал |
| Спортсмен      | Конь              | Соревнование          | I Раунд   | I Раунд | II Раунд  | II Раунд | II Раунд | III Раунд | III Раунд | III Раунд | Раунд A   | Раунд A | Раунд B   | Раунд B | Всего     | Всего |
| Спортсмен      | Конь              | Соревнование          | Нарушения | Место   | Нарушения | Всего    | Место    | Нарушения | Всего     | Место     | Нарушения | Место   | Нарушения | Место   | Нарушения | Место |
| -------------- | ----------------- | --------------------- | --------- | ------- | --------- | -------- | -------- | --------- | --------- | --------- | --------- | ------- | --------- | ------- | --------- | ----- |
| Джамал Рагимов | Ионеско де Брекка | Индивидуальные прыжки | 1         | 14      | Выбыл     | Выбыл    | Выбыл    | Выбыл     | Выбыл     | Выбыл     | Выбыл     | Выбыл   | Выбыл     | Выбыл   | Выбыл     | Выбыл |

### Тхэквондо
Азербайджан был представлен на играх одним спортсменом, Рашадом Ахмедовым. Рашад был участником также летних олимпийских игр 2004 года, где занял 5-е место, проиграв в матче за 3-е место спортсмену из Ирана.
В Пекине Рашад в 1/8 финала одолел спортсмена из Катара, Абдулькадера Хикмат Сархана со счётом 5-0. Хотя встреча в четвертьфинале с канадцем Себастьеном Мишо и закончилась 0-0, в полуфинал с преимуществом вышел Ахмедов. В полуфинале Рашад Ахмедов встретился с победителем (в весе до 68 кг) игр 2004 года, Хади Саеи из Ирана, проиграв которому не смог пройти в финал. В матче за третье место сопрником Рашада оказался также олимпийский чемпион 2000 и 2004 года американец Стивен Лопес. С преимуществом в 1 очко победил Лопес. Рашаду Ахмедову досталось 5-е место. Победивший же Рашада Хади Саеи занял первое место соревновании.
Спортсменов — 1
| Спортсмен     | Соревнование | 1/8                                      | Четвертьфиналы                     | Полуфиналы               | Финал              | Утешительный Первый раунд | Утешительный За 3 место     |
| Спортсмен     | Соревнование | Соперник Результат                       | Соперник Результат                 | Соперник Результат       | Соперник Результат | Соперник Результат        | Соперник Результат          |
| ------------- | ------------ | ---------------------------------------- | ---------------------------------- | ------------------------ | ------------------ | ------------------------- | --------------------------- |
| Рашад Ахмедов | до 80 кг     | Абдулькадер Хикмат Сархан (QAT) поб. 5-0 | Себастьен Мишо (CAN) поб. 0(SUP)-0 | Хади Саеи (IRI) пор. 4-1 | Не прошёл          | Не участвовал             | Стивен Лопес (USA) пор. 3-2 |

### Гимнастика

#### Художественная гимнастика

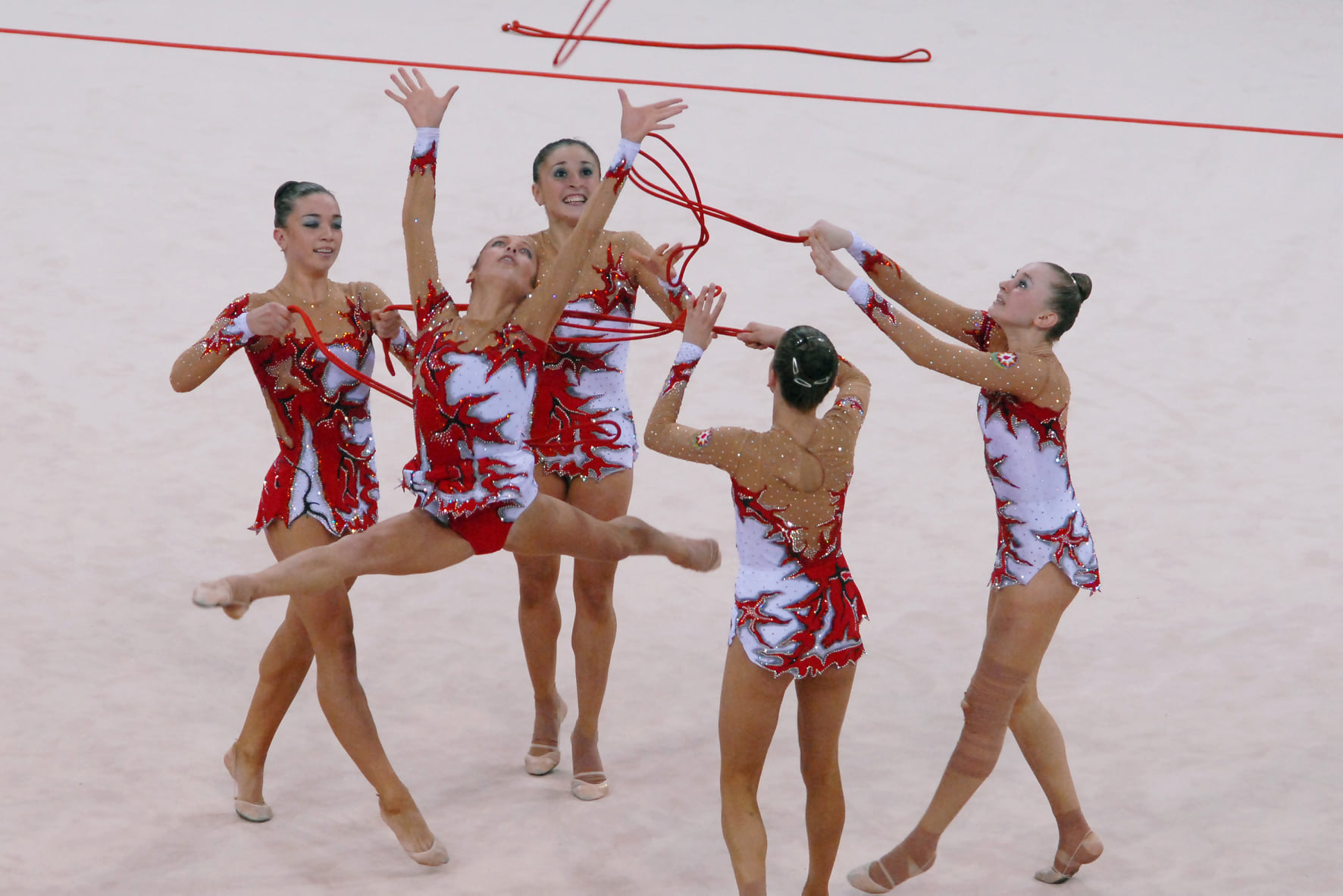
Выступление азербайджанской команды по художественной гимнастике

Азербайджан по художественной гимнастике был представлен восемью спортсменами. Среди них, индивидуально выступавшие Алия Гараева и Динара Гиматова, и команда, в составе которой — Анна Битиева, Дина Горина, Вафа Гусейнова, Анастасия Прасолова, Алина Трепина и Валерия Егай.
Лучший результат в индивидуальных соревнованиях показала Алия Гараева. В квалификационном раунде она заняла шестое, а в финале — седьмое место. Другая гимнастка Динара Гиматова, заняв в квалификационном раунде 11 место, не смогла пройти в финал.
Азербайджанская команда же заняла в итоге седьмое место.
Гимнастки Азербайджана считались одними из основных соперников россиян на Олимпиаде. По словам шестикратного победителя Кубка мира, известного комментатора Ляйсан Утяшевой «основные соперники Азербайджан, который безумно подтянулся за два года. Они сейчас бронзовые призёры чемпионата мира и Европы в командном зачете».
Спортсменов — 8
| Спортсмен       | Соревнование   | Квалификация | Квалификация | Квалификация | Квалификация | Квалификация | Квалификация | Финал    | Финал  | Финал  | Финал  | Финал  | Финал |
| Спортсмен       | Соревнование   | Скакалка     | Обруч        | Булавы       | Лента        | Всего        | Место        | Скакалка | Обруч  | Булавы | Лента  | Всего  | Место |
| --------------- | -------------- | ------------ | ------------ | ------------ | ------------ | ------------ | ------------ | -------- | ------ | ------ | ------ | ------ | ----- |
| Алия Гараева    | Индивидуальные | 17.875       | 16.850       | 17.625       | 16.850       | 69.200       | 7            | 17.750   | 18.075 | 17.225 | 16.625 | 69.675 | 6     |
| Динара Гиматова | Индивидуальные | 16.275       | 16.775       | 16.600       | 16.875       | 66.525       | 11           |          |        |        |        |        |       |

| Спортсмен                                                                              | Соревнование | Квалификация | Квалификация       | Квалификация | Квалификация | Финал      | Финал              | Финал  | Финал |
| Спортсмен                                                                              | Соревнование | 5 Скакалок   | 3 Обруча, 2 Булавы | Всего        | Место        | 5 Скакалок | 3 Обруча, 2 Булавы | Всего  | Место |
| -------------------------------------------------------------------------------------- | ------------ | ------------ | ------------------ | ------------ | ------------ | ---------- | ------------------ | ------ | ----- |
| Анна Битиева Дина Горина Вафа Гусейнова Анастасия Прасолова Алина Трепина Валерия Егай | Командные    | 15.575       | 15.875             | 31.450       | 8            | 16.075     | 15.500             | 31.575 | 7     |